# Helios Klinik Wittingen

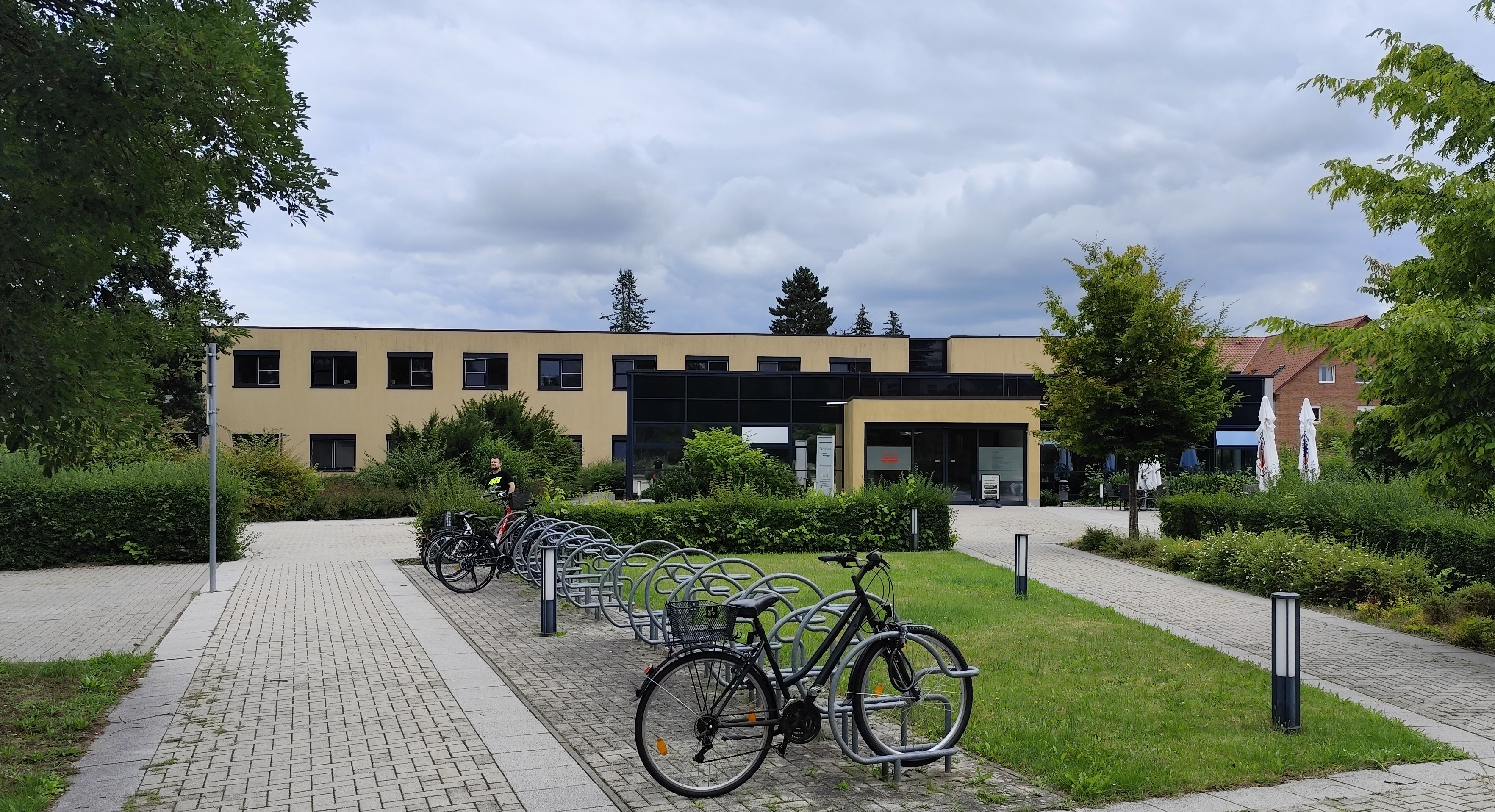
Helios-Klinik Wittingen

Die Helios Klinik Wittingen ist ein Akutkrankenhaus in der niedersächsischen Stadt Wittingen. Die Einrichtung gehört zu den Helios Kliniken.

## Geschichte
Vor dem Zweiten Weltkrieg gab es im Landkreis Gifhorn kein Krankenhaus, Schwerkranke wurden damals in die Krankenhäuser in Braunschweig und Celle eingeliefert.
Im Zweiten Weltkrieg war in Wittingen ein Lazarett eingerichtet, das nach Kriegsende der Zivilbevölkerung als Krankenhaus zur Verfügung stand. Am 1. Februar 1947 erfolgte die Eröffnung als Städtisches Krankenhaus. Da es sich als zu klein erwies, entstand ab 1957 ein Neubau, der am 1. Oktober 1958 bezogen wurde. Damit stieg die Zahl der Krankenhausbetten in Wittingen von 55 auf 71.
Am 28. März 2007 erfolgte der erste Spatenstich für den Neubau des Städtischen Krankenhauses Wittingen, der am Standort des Vorgängerkrankenhauses, Gustav-Dobberkau-Straße 5, errichtet wurde. Am 12. April 2008 wurde der Krankenhausneubau bezogen, das vorherige Krankenhausgebäude wurde danach abgerissen.
Die Helios Klinik Wittingen wurde 2014 gegründet, als die Helios Kliniken das Krankenhaus übernahmen. 2020 eröffnete die Abteilung für Kardiologie. Hinzu kamen 2021 die Geriatrie und 2022 die Palliativmedizin.

## Profil
Mit nur 25 Betten gehört die Helios Klinik Wittingen zu den kleinen deutschen Krankenhäusern. Jährlich werden rund 2.600 Patienten stationär und 7.200 ambulant von 10 Ärzten und rund 60 Pflegekräften behandelt (Stand: Oktober 2024). Das Krankenhaus bietet eine wohnortnahe Grundversorgung für die Bevölkerung des nordöstlichen Landkreises Gifhorn.

## Fachbereiche
Das Krankenhaus in Wittingen umfasst die nachfolgend aufgeführten Kliniken und medizinischen Zentren (Stand: März 2025).
- Allgemein- und Viszeralchirurgie
- Anästhesie und Rettungsmedizin
- Gastroenterologie
- Geriatrie
- Kardiologie
- Krankenhaushygiene
- Orthopädie und Unfallchirurgie
- Palliativmedizin